# Abraço fechado

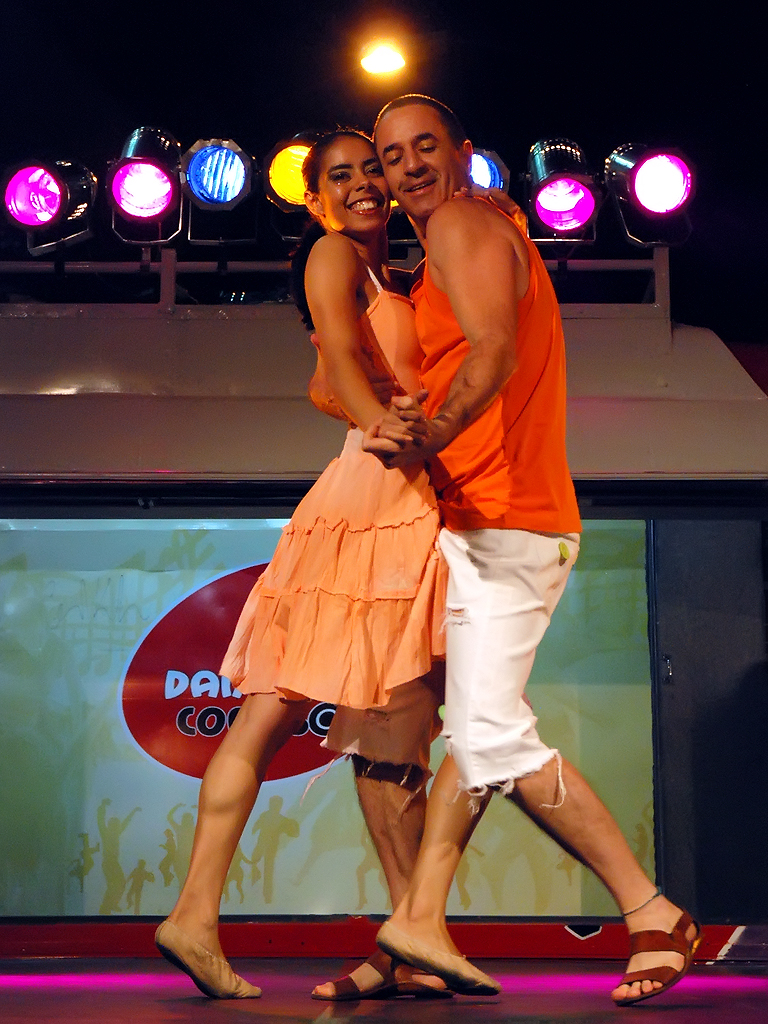
Abraço fechado da dança do forró

Nas danças em casais, o abraço fechado é um tipo de posição fechada em que o cavalheiro e a dama ficam de frente um para o outro, tronco a tronco, em contato corporal parcial ou total (das cabeças às pernas). Os participantes geralmente se mantém de tal forma que cada um tem seu pé direito entre os pés do outro.
O tipo mais comum de abraço fechado vem da valsa, o qual é muito usado em dança de salão. A mão direita do cavalheiro fica nas costas da dama, raramente, no braço esquerdo, perto do ombro, sua posição exata nas costas varia da cintura até a omoplata esquerda. A mão esquerda da dama está no ombro direito do cavalheiro ou na parte superior do braço, perto do ombro. As outras duas mãos estão juntas ou perto da altura do peito ou do ombro.
Neste abraço, a dança poderá ser guiada e seguida com o tronco, pernas e pés, ao invés de somente com os braços ou com dicas visuais. Diversas danças em casais fazem uso desta posição, notavelmente o forró, kizomba, tarracha e o tango argentino.